# Pseudovenanides hunanus
Pseudovenanides hunanus är en stekelart som beskrevs av Xiao och You 2002. Pseudovenanides hunanus ingår i släktet Pseudovenanides och familjen bracksteklar. Inga underarter finns listade i Catalogue of Life.